# Prosper Mérimée
Prosper Mérimée, (Paris, 28 de setembro de 1803 – Cannes, 23 de setembro de 1870) foi um historiador, arqueólogo, senador e escritor romântico francês, célebre pelo conto que resultou na ópera Carmen.

## Biografia
Era filho único de Leonor Merimée e Anne-Louise Merimée na Paris de Napoleão. Seu pai era pintor e professor de desenho, o que influenciou o filho a primeiro estudar no Liceu Imperial. Deixou o Liceu para fazer Direito, formando-se em 1823.
Também aprendeu latim, grego, italiano, espanhol, inglês e russo. Foi o primeiro a traduzir obras literárias russas para o francês.
Ocupou diversos cargos públicos, em todos eles destacando-se pelo bom desempenho de seus deveres. Foi nomeado (1830) Inspetor dos Monumentos Históricos, revelando-se um arqueólogo nato, combinando suas habilidades linguísticas, uma notável avaliação histórica e sincero devotamento às artes, desenho e arquitetura. Neste mister, seus relatórios vieram muitas vezes a merecer publicação, e destaque em sua produção, ao largo da literária. A ele se deve, em boa parte, a conservação do rico legado cultural, do qual tanto se orgulha o povo francês.
Neste mesmo ano conheceu e auxiliou a Condessa de Montijo, espanhola. Quando a filha dela tornou-se a Imperatriz Eugénie, da França, em 1853, Mérimée foi honrado com o cargo de senador.
Prosper Mérimée morreu em Cannes, França e ali foi sepultado no Cimetière du Grand Jas.

## Literatura
Mérimée estreou como literato em 1825, com "O Teatro de Clara Gazul" - atribuindo satiricamente a autoria do texto a esta célebre "comediante espanhola", e que teria sido traduzida por um fictício senhor Joseph Lestrange. Antes, porém, havia escrito a peça trágica "Cromwell" (em 1822, contando então dezenove anos apenas) que nunca foi publicado e nenhuma cópia existe, mas que foi lida nos salões da época e sabendo-se que desobedecia às normas convencionais de narrativa; ilustrava a obra um retrato da "autora" feito por Étienne-Jean Delécluze com uma suposta biografia da mesma, despertando curiosidade até que o jornal Le Globe descobre a farsa e revela ser Merimée o verdadeiro autor - não sem antes várias revistas terem acreditado na falsa autoria.
Apenas dois anos depois Merimée usa do mesmo recurso de atribuir a um falso autor uma obra, publicada em 1827 com o título de La Guzla (o nome é anagrama de "Gazul"), composto por baladas supostamente tradicionais da Ilíria; escritas em apenas quinze dias a obra ganhou grande projeção no exterior, graças à divulgação feita por Goethe e por Pushkin.
Além das obras literárias, publicou outras em que revela sua predileção pela história, como em La Jacquerie (1828) e em La Chronique du temps de Charles IX (1829).

## Obras
Além dos dois escritos citados, tem-se:

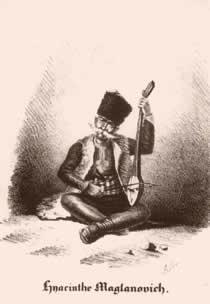
Frontispício de La Guzla, com nome do pretenso autor, Hyacinthe Maglanovich.

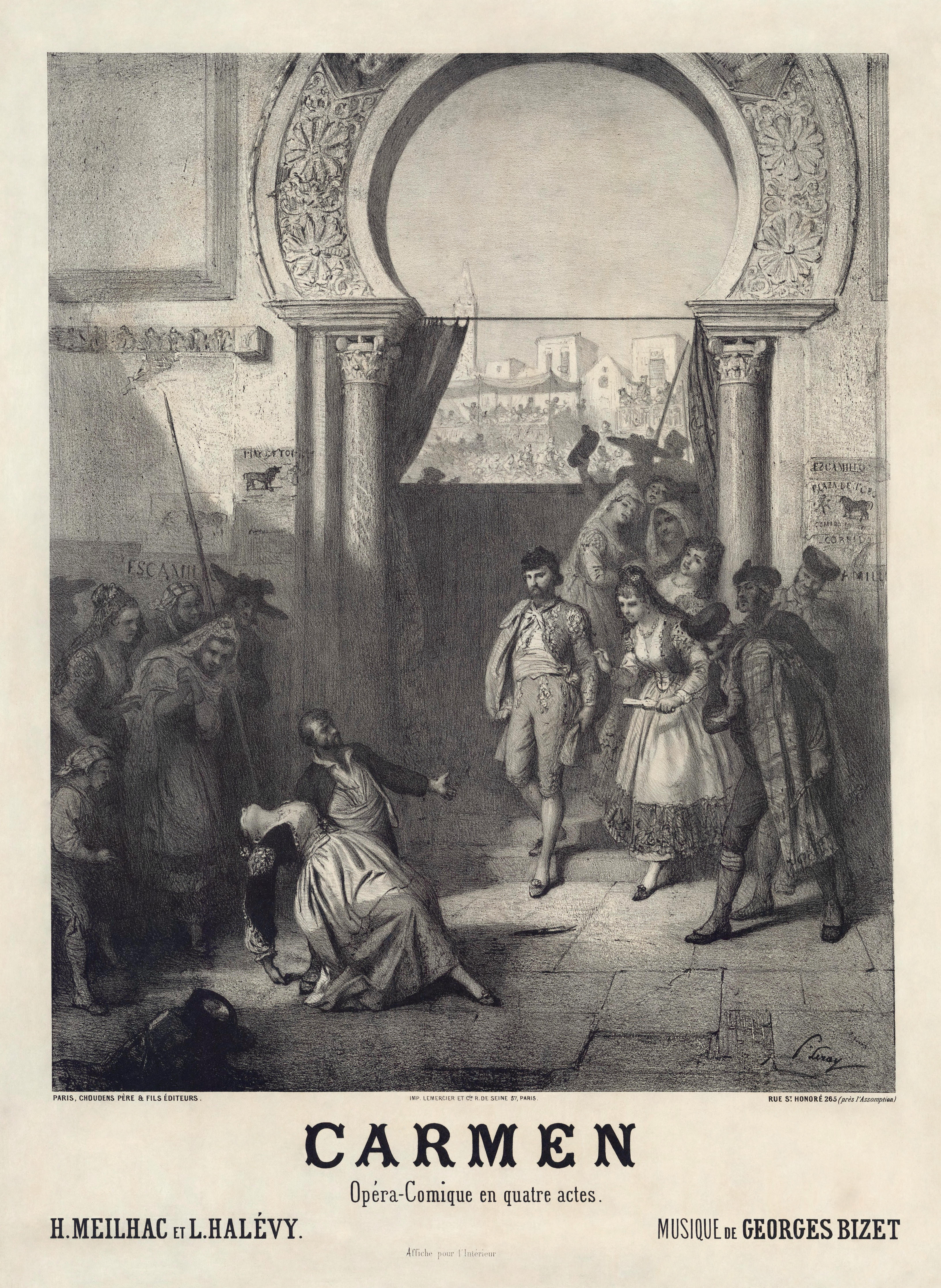
Cartaz da ópera "Carmen".

- La Guzla (1827) - outra sátira, com vários textos de temas místicos, que teriam sido traduzidos do ilírico original por um certo Hyacinthe Maglanowich.
- La Jacquerie (1828) - drama sobre uma insurreição camponesa nos tempos feudais.
- La Chronique du temps de Charles IX (1829) - Novela sobre as dissidências religiosas entre protestantes (à altura conhecidos como huguenotes) e católicos, culminando em guerra civil na França do início do século XVI, cujo ponto máximo fora o conhecido massacre de S. Bartolomeu, em 1572.
- Mateo Falcone (1829) - conto sobre a ilha da Córsega, tendo o personagem título matado o próprio filho em nome da justiça, e publicado em seguida, numa coletânea. Este conto gerou uma ópera homônima, do compositor russo Cesar Cui (vide excerto abaixo).
- Mosaïque (1833) - Reunião de contos, dentre os quais Mateo Falcone, Tamango, Federigo, Baladas, O Vaso Etrusco, etc.. Além destes, três cartas espanholas. A maioria dos contos já havia sido publicada na "Revista de Paris", entre 1829 e 1830.
- La Vénus d'Ille (1837) - conto de horror maravilhoso onde uma estátua de bronze ganha vida. O suíço Othmar Schoeck compôs sua ópera Vênus baseado neste conto, com libreto de Armin Rüeger.[3]
- Notas de Viagens (1835-40) - em que descreve suas viagens pela Grécia, Espanha, Turquia, e na própria França.
- Colomba (1840) - esta foi sua primeira novela de sucesso. Conta a história de uma jovem moça corsa que obriga seu irmão a cometer um assassinato para se vingar.
- Carmen (1845) - A mais famosa de suas novelas, narra a história de uma bela cigana infiel que é morta pelo amante, um oficial espanhol. Em 1875, foi transformada em ópera, por Georges Bizet (cartaz da época, ao lado), além de vários filmes.
- Lokis (1869) - ambientado no Leste Europeu, é uma história de terror onde um homem, metade urso e metade gente, gostava de se alimentar de carne humana.
- A Câmara Azul (1872) - uma farsa com todos os caracteres de conto sobrenatural, mas onde ao final tudo volta a ser como era antes...
- Lettres à une inconnue (1874) - reunião de cartas de Mérimée para Jenny Dacquin, publicadas depois de sua morte.

### Mateo Falcone - Excertos e resumo
Para ilustrar o estilo dramático e claro deste escritor, a novela Mateo Falcone é lapidar:
Na Córsega, diz o autor, um lugar em especial serve de refúgio para os criminosos:
Se matastes um homem, ide para o mato de Porto-Vecchio, e ali vivereis em segurança, com um bom fuzil, pólvora e balas; não esqueças duma capa escura com capuz, que fará as vezes de coberta e colchão. Os pastores vos darão leite, queijo e castanhas, e nada temereis da justiça ou dos parentes do morto, senão quando tiverdes de descer à cidade para renovar as munições.
(...) Mateo Falcone vivia sem precisar trabalhar, e este era seu perfil:
Imaginai um homem baixo, mas robusto, de cabelos crespos, negros como ébano, nariz aquilino, lábios delgados, olhos grandes e vivos, uma pele da cor de couro cru. Mesmo na sua terra, onde há tão bons atiradores, passava por extraordinariamente hábil no manejo da espingarda.
(...) granjeara Mateo Falcone enorme reputação. Diziam-no tão bom amigo quão perigoso inimigo; era aliás solícito, dado a fazer esmolas, e vivia em paz com todos no distrito de Porto-Vecchio.
(...) Mateo casara-se com Josefa, que, após dar-lhe três filhas, finalmente tivera um herdeiro homem, a quem, esperançoso em dar continuidade ao nome, batizara, o pai, de "Fortunato". Contava o menino com 10 anos de idade quando os pais se ausentam de casa, e pede-lhe abrigo um criminoso, Gianetto Sanpiero, ferido numa perseguição. O menino, a princípio, recusa-se, mas, depois de receber um pagamento, aceita dar abrigo ao fugitivo. Quando os perseguidores chegam, dissimula.
Fortunato continuava com um riso zombeteiro.
— Meu pai é Mateo Falcone! - disse ele enfaticamente.
— Bem sabes, malandrinho, que posso levar-se pra a Corte ou para a Bastilha. Farei dormires num calabouço, em cima da palha, com ferros nos pés e mandarei guilhotinar-te se não disseres onde está Gianetto Sanpiero.
A essa ridícula ameaça o menino soltou uma gargalhada, e repetiu:
— Meu pai é Mateo Falcone!
(...) O chefe dos soldados perseguidores, Teodoro Gamba, então resolve subornar o menino com um relógio de prata, o que este acaba aceitando, delatando o esconderijo do albergado. Após a captura, quando vão saindo, o casal está de volta para casa. Amedrontado com a vista de Mateo, Gamba logo se aproxima, contando-lhe o ocorrido, e o importante papel que tivera seu filho. Em casa, vendo o garoto com o suborno, leva-o para o mato e encerra a história:
O menino fez um desesperado esforço para se erguer e abraçar-se aos joelhos do pai; mas não teve tempo. Mateo fez fogo, e Fortunato caiu morto.
Sem olhar para o cadáver, Mateo retomou o caminho de casa, em busca de uma enxada para enterrar o filho. Mal dera alguns passos, encontrou Josefa, que corria alarmada com o tiro.
— Que fizeste?
— Justiça.
— Onde ele está?
— Lá embaixo, no barranco. Vou enterrá-lo. Morreu como cristão, mandarei rezar uma missa para ele. Dize ao meu genro Teodoro Bianchi que venha morar conosco.